# Christopher Drazan
Christopher Drazan (Viena, Austria, 2 de octubre de 1990) es un futbolista internacional austriaco. Se desempeña en posición de centrocampista y actualmente juega en el FC Dornbirn 1913. 

## Selección nacional
Ha sido internacional con la selección de fútbol de Austria en 3 ocasiones sin convertir goles.

## Clubes
| Club                      | País          | Años        |
| ------------------------- | ------------- | ----------- |
| VfB Admira Wacker Mödling | Austria       | 2006        |
| Rapid Viena II            | Austria       | 2007 - 2008 |
| Rapid Viena               | Austria       | 2008 - 2013 |
| 1 FC Kaiserslautern       | Alemania      | 2013 - 2015 |
| Rot-Weiß Erfurt (cedido)  | Alemania      | 2014        |
| LASK Linz (cedido)        | Austria       | 2014 - 2015 |
| LASK Linz                 | Austria       | 2015 - 2016 |
| SKN St. Pölten            | Austria       | 2016 - 2017 |
| SC Austria Lustenau       | Austria       | 2017 - 2018 |
| FC Vaduz                  | Liechtenstein | 2018 - 2020 |
| FC Dornbirn 1913          | Austria       | 2020 -      |